# Agnès von Kurowsky
Agnès Hannah von Kurowsky Stanfield (5 janvier 1892 – 25 septembre 1984) est une infirmière américaine, à l'origine de l'inspiration du personnage de Catherine Barkley dans le roman L'Adieu aux armes d'Ernest Hemingway.
Agnès von Kurowsky sert en qualité d'infirmière à l’hôpital de la Croix-Rouge américaine de Milan durant la Première Guerre mondiale. Parmi les malades dont elle s'occupe se trouve le jeune Hemingway, âgé de 19 ans, gravement blessé aux jambes. Entre eux se noue une relation passionnelle. Au moment de sa démobilisation et de son retour aux États-Unis, en janvier 1919, Kurowsky, alors âgée de 26 ans, et Hemingway prévoient de se marier. Cependant, dans une lettre du mois de mars 1919, elle lui écrit les raisons pour lesquelles elle ne leur voit pas d'avenir commun.

## Enfance
Agnes von Kurowsky, surnommée Arggie, est née le 5 janvier 1892, dans le quartier nommé Germantown de Philadelphie en Pennsylvanie. Ses parents se rencontrèrent alors que son père d'origine allemande, enseignait à l'école Berlitz de Washington.
Un de ses oncles était l'architecte de Chicago William Holabird, et son grand-père maternel était le général de brigade Samuel B.Holabird qui servit dans l'armée américaine.
Bien que sa famille se déplace plusieurs fois pendant son enfance, Agnès considère Washington comme sa maison. Elle fréquente le séminaire Fairmont et un programme de formation de bibliothécaire à Washington. Parallèlement, elle soigne son père malade et veuf qui décèdera en 1910, d'une typhoïde.

## Vie active
Elle obtient son premier travail en 1910 comme bibliothécaire, à la bibliothèque publique de Washington. En 1914, elle décide de quitter la bibliothèque pour faire une école d'infirmière. Selon ses dires, la bibliothèque était trop calme et dépourvue d'histoire. Ses penchants naturels la poussaient vers quelque chose de plus excitant.
Elle fréquente le programme d'entrainement d'infirmières de Bellevue, à New York dont elle sort diplômée en 1917. L'entrée en guerre des États-Unis dans la Première Guerre mondiale l'incite à demander de servir dans la Croix-Rouge américaine.

## Première Guerre mondiale
Le 15 juin 1918, le corps médical dont elle fait partie, navigue vers l'Europe et gagne le Nord de l'Italie pour être au plus près du conflit austro-italien, appelé le Front italien. Sa première affectation d'infirmière est à Milan, à l’hôpital de la Croix-Rouge américaine (« Ospedale Croce Rossa Americana »). Elle y accueille Ernest Hemingway, un patient qui sert comme volontaire dans le corps de l'armée américaine des ambulanciers. Blessé aux jambes par un obus, il a déjà été opéré à Trévise et arrive à Milan, pour être réopéré et vivre sa convalescence. Pendant quelques mois, ils vont vivre une relation amoureuse et passionnée. Il la surnomme 'Von' et elle l'appelle 'Kid' ou 'Mr Kid'. Démobilisé, il doit rentrer aux États-Unis pour raison familiale. Ils se promettent l'un à l'autre de leur volonté mutuelle à se marier. Mais dans une lettre datée du 7 mars 1919, 'Von' écrit à 'Mr Kid' qu'elle souhaite rompre. Elle évoque la différence d'âge ainsi que son immaturité qu'elle reconnaît comme temporaire, que son amour pour lui est plus celui d'une mère envers son enfant,.
Peu de temps après la fin de la guerre, elle est affectée à Trévise, dans un orphelinat pour soigner des orphelins blessés et lutter contre une épidémie de typhoïde. Elle rentrera aux États-Unis en juillet 1919 en ayant fait notamment, la connaissance de deux hommes dont les carrières seront exemplaires : Hemingway et Henry Serrano Villard. Également ambulancier volontaire, il rencontrera Hemingway et Agnès à Milan, sera témoin de leur idylle et fera une brillante carrière dans la diplomatie américaine.

## Mariages
Agnès von Kurowsky a été mariée deux fois. Elle épouse Howard Preston alias Pete, le 24 novembre 1928, pendant qu'ils sont stationnés, avec la Croix-Rouge américaine en Haïti. À la fin de cette affectation, elle obtient un divorce rapide. En 1934, elle épouse en secondes noces, William Stanfield, dirigeant d'un hôtel et veuf avec trois enfants.

## Seconde Guerre mondiale
Durant la Seconde Guerre mondiale, son mari et l'un de ses beaux-enfants s'engagent dans la marine américaine. Agnès et ses deux belles-filles vont habiter à New York où Agnès travaille à la banque du sang de la Croix-Rouge, sur la 55e avenue.

## Agnès et l'art
L'identité d’Agnès comme personnage de fiction n'a pas été largement divulguée jusqu'à ce que le frère cadet de Ernest – Leicester – publie un livre en 1961, relatif à la relation fraternelle qu'il a entretenue avec son frère. Leicester Hemingway a rencontré Agnès à Key West alors qu'il faisait des recherches sur son livre. Agnès lui a alors donné quelques effets dont des photographies qui font partie des archives de la Fondation Hemingway, abritée aujourd'hui au sein du musée et de la bibliothèque présidentielle John Fitzgerald Kennedy, à Boston,.
Rares sont les ouvrages bibliographiques sur Ernest Hemingway qui ne relatent leur relation amoureuse, tant la personnalité de 'Von' aura été déterminante dans l’œuvre et dans la vie de l'écrivain[réf. souhaitée].
Hemingway utilisa son expérience d'ambulancier et de journaliste en Italie comme fondement de dix courtes nouvelles – le personnage de Kurowsky apparaissant dans l'une d'entre elles, intitulée Une très courte histoire, – ainsi que dans son recueil Les Neiges du Kilimandjaro et dans L'Adieu aux armes.
Enfin, leur histoire est relatée dans le film Le Temps d'aimer (In Love and War), sorti en 1996, avec Sandra Bullock dans le rôle d’Agnès von Kurowsky et Chris O'Donnell dans celui d'Hemingway.

## Fin de vie
Agnès restera mariée à Stanfield jusqu'à sa mort en 1984, à 92 ans. Son mari léguera à Henry Serrano Villard (en), le journal personnel d'Agnès alors qu'il était dans la rédaction d'un livre sur Hemingway. Il fera don, lui-même de cet écrit à la Fondation Hemingway de la bibliothèque présidentielle JFK de Boston dans le Massachusetts.
Honorée pour « ses services courageux et louables » durant la Première Guerre mondiale, elle est enterrée au cimetière national de la Maison des soldats à Washington,,.